# Jurelang Zedkaia
Jurelang Zedkaia (13 de julio de 1950 - 7 de octubre de 2015) fue un político y jefe tradicional marshalés que ocupó el cargo de Presidente de las Islas Marshall desde el 2 de noviembre de 2009 hasta el 10 de enero de 2012, después de que su predecesor, Litokwa Tomeing no superara un moción de confianza. Fue sucedido en el cargo por Christopher Loeak.
Zedkaia fue el Iroijlaplap, jefe tradicional, del atolón de Majuro, donde se localiza la capital del país. Antes de ser elegido presidente en 2009, fue elegido senador del Nitijela, el parlamento marshalés. En enero de 2008 se convirtió en el presidente del Nitijela.
El 21 de octubre de 2009, Litokwa Tomeing fue derrotado en una moción de confianza, presentanda por el anterior presidente, Kessai Note. La elección presidencial, realizada por los 33 miembros del Nitijela, se realizó el 26 del mismo mes. Los únicos candidatos fueron Zedkaia y Note. Zedkaia logró ganar la votación con 17 votos, por 15 de Note, logrando la mayoría suficiente en una única votación.  Tres años después, tras la elección de un nuevo Nitijela se realizó la elección indirecta del presidente en enero de 2012. En esa votación fue derrotado por Loeak, al obtener sólo 11 votos frente a los 21 de su rival. Zedkaia reconoció la derrota y se comprometió a colaborar con la nueva administración liderada por Loeak.